# Tư duy tập thể
Tư duy tập thể (tiếng Anh: groupthink) là một hiện tượng tâm lý xảy ra với một nhóm người vì mong muốn duy trì sự hài hòa và thống nhất trong nhóm nên đã dẫn đến những quyết định khác biệt so với cơ chế suy nghĩ, quyết định thông thường của từng cá nhân gộp lại.
Sự trung thành (loyalty) đối với tập thể đòi hỏi tránh đưa ra những vấn đề gây tranh cãi, hoặc tránh đưa ra nhiều phương án vì lo ngại làm trái với ý chí của tập thể, và do đó làm phai nhạt sáng tạo cá nhân cùng những ý nghĩ độc lập và độc đáo. Cơ chế hoạt động tương tác nhóm có thể tạo ra một ảo tưởng cường điệu gây tự tin vào "sự đúng đắn" của quyết định tập thể.  Trong trạng thái tâm lý này, các thành viên nội bộ nhóm (đối tượng trong nhóm) đề cao khả năng ưu việt về cơ chế làm ra quyết định của nội bộ nhóm mình, và đánh giá thấp mọi khả năng, suy nghĩ và quyết định của những nhóm khác hoặc cá nhân khác không thuộc nhóm của mình (những đối tượng ngoài nhóm).
Các yếu tố ban đầu như sự thân thiết của các cá nhân trong nhóm, cơ cấu sai trái của nhóm, và những nội dung tình huống đặc biệt (ví dụ: tình trạng hoang mang trong cộng đồng) sẽ ảnh hưởng đến mức độ nặng nhẹ của hội chứng tâm lý mà nhóm ấy mắc phải trong quá trình làm ra quyết định tập thể của nhóm.
Hội chứng "tư duy tập thể" là một bộ phận của nghiên cứu tâm lý xã hội nhưng có tác động sâu xa đến những lĩnh vực khác như: đối thoại học, khoa học chính trị, quản trị, và lý thuyết về tổ chức đoàn thể, cũng như giúp ích rất nhiều trong việc nghiên cứu những hình thức biểu hiện "tà" tôn giáo.
Hầu hết các nghiên cứu ban đầu về hội chứng tư duy tập thể được tiến hành bởi nhà nghiên cứu tâm lý học Irving Janis của đại học Yale.  Giáo sư Janis đã xuất bản cuốn sách gây tiếng vang lớn trong ngành vào năm 1972 và tái bản có sửa chữa vào năm 1982.   Những nghiên cứu về sau đều dựa trên những nền móng do giáo sư Janis xây dựng và các nhà nghiên cứu sau này đã cải tiến các mô hình của ông.